# Steve Kanaly
Steve Kanaly est un acteur américain, né le 14 mars 1946 à Burbank, Californie.

## Biographie
Son principal rôle fut celui de Ray Krebbs dans la série télévisée Dallas, saison 1 à 11 et épisodes 22 et 23 de la dernière saison.
Après des études d'art à l'Université de Californie, il est mobilisé dans l'U.S. Army pour servir au Viêt-nam où il est opérateur radio.

## Filmographie

### Cinéma
- 1972 : Juge et Hors-la-loi (The Life and Times of Judge Roy Bean) : Lucky Jim
- 1973 : Dillinger : Pretty Boy Floyd
- 1973 : Mon nom est Personne (Il Mio Nome e Nessuno) : Le faux barbier
- 1974 : Act of Vengeance : Tom
- 1974 : Terminal Man : Edmonds
- 1974 : Sugarland Express : Patrouilleur Jessup
- 1975 : Le Lion et le Vent (The Wind and the Lion) : Capitaine Jerome
- 1976 : La Bataille de Midway (The Battle of Midway) : Lt. Cm. Dr. Lance Massey
- 1978 : Graffiti Party (Big Wednesday) : Le mari de Sally
- 1983 : Balboa : Sam Cole
- 1989 : Duo pour une mort noire (Headhunter) de Francis Schaeffer : Capitaine Ted Calvin
- 1992 : À chacun sa loi (en) (Double Trouble) : Kent
- 1993 : Pumpkinhead 2: Blood Wings : Juge Dixon
- 1997 : The Marksmen : Hank Madden
- 1997 : Scorpio One : Wilson
- 2002 : Leaving the Land : Shériff Butler

### Télévision
- 1973 : Chase (série télévisée) : Jock
- 1974 : Melvin Purvis G-MAN (Téléfilm) : Sam Cowley
- 1976 : Amelia Earhart (Téléfilm) : Gordon
- 1976 : Wonderbug (série télévisée)
- 1976 : City of Angels (série télévisée)
- 1976 : Starsky et Hutch (Starsky and Hutch) (série télévisée) : Kim
- 1976 : Super Jaimie (The Bionic Woman) (série télévisée) : Tanner
- 1976 : Sur la piste des Cheyennes (The Quest) (série télévisée)
- 1977 : Police Story (série télévisée) : Bob Zieff
- 1978 : Hawaï police d'État (Hawaii Five-0) (série télévisée) : Glen Fallon
- 1978 - 1991 : Dallas (série télévisée) : Ray Krebbs
- 1979 : Drôles de dames (Charlie's Angels) (série télévisée) : Harold Sims
- 1979 : Time Express (série télévisée) : Michael Bennett
- 1980 : To Find My Son (Téléfilm) : Arthur Gwen
- 1980 et 1983 : La croisière s'amuse (The Love Boat) (série télévisée) : Massey
- 1982 et 1983 : L'Île fantastique (Fantasy Island) (série télévisée) : Ken
- 1984 et 1985 : Hôtel (série télévisée) : Ed Curwin
- 1989 : The Twilight Zone (série télévisée) : Scout
- 1993-1994 : Au cœur d'Okavango (Okavango: The Wild Frontier) (série télévisée) : J. D. Helms
- 1993 : Dans la chaleur de la nuit (In the Heat of the Night) (série télévisée) : Cowboy Habersham
- 1994-1995 : La Force du destin (All My Children) (série télévisée) : Seabone Hunkle
- 1998 : Dallas : La Guerre des Ewing (Dallas : The War of Ewings) (Téléfilm) : Ray Krebbs
- 1998 : Un homme pour la vie (The Cowboy and the Movie Star) (Téléfilm) : Frank Dumas
- 1999 : Walker, Texas Ranger (série télévisée) : J.T. Fuller
- 2004 : Division d'élite (série télévisée) : Duke Winningham
- 2012 : Dallas (série télévisée) : Ray Krebbs